# Przeplatany 2 z 5

Przykład kodu „Przeplatany 2 z 5”

Przykład kodu „Przeplatany 2 z 5” z kreskami ograniczającymi

budowa kodu

Przeplatany 2 z 5 (ang. ITF – Interleaved two of five) – samosprawdzalny, liniowy, numeryczny kod kreskowy opracowany w 1972 roku przez firmę Intermec. Jest to kod ciągły o zmiennej długości (maks. 16 cyfr) będący rozwinięciem kodów 2 z 5, w porównaniu z którymi osiągnięto zagęszczenie danych poprzez kodowanie cyfr na przemian zarówno w białych, jak i czarnych paskach. Powoduje to konieczność kodowania cyfr parami, a zatem w kodzie występuje tylko parzysta liczba cyfr. W przypadku kodowania nieparzystej ilości cyfr na początku koduje się cyfrę zero. Jedna cyfra jest odwzorowywana za pomocą siedmiu bitów. W kodzie tym nie ma obowiązku stosowania cyfry kontrolnej. Kod posiada oznaczenia Startu (kodowany jako 1010, gdzie 1 – wąska kreska czarna, 0 – wąska kreska biała) i Stopu (kodowany jako 1101).
Nazwa kodu wzięła się stąd, iż pojedyncza cyfra zakodowana jest w pięciu kreskach, z których dwie są szersze. Stosunek szerokości N kresek szerszych do węższych wynosi od 1:2 do 1:3, przy czym, jeżeli szerokość węższego paska jest mniejsza od 0,51 mm, to stosunek musi wynosić od 1:2,2 do 1:3. Najmniejsza dopuszczalna szerokość pojedynczej kreski wynosi 0,191 mm, a zatem w 1 cm można zakodować ponad 7 cyfr.
| Znak | Sposób kodowania | Znak | Sposób kodowania |
| 0    | WWSSW            | 5    | SWSWW            |
| 1    | SWWWS            | 6    | WSSWW            |
| 2    | WSWWS            | 7    | WWWSS            |
| 3    | SSWWW            | 8    | SWWSW            |
| 4    | WWSWS            | 9    | WSWSW            |

gdzie W – pasek wąski; S – pasek szeroki
W związku z możliwością błędnego odczytu przez czytniki kodów polegającą na nieodczytaniu całości kodu zaleca się stosowanie kodów o stałej długości (jednakowa liczba cyfr) oraz poziomych kresek ograniczających o grubości pięciu modułów stykających się ze wszystkimi kreskami kodu (pionowymi).
Organizacja GS1 zaimplementowała czternastocyfrową wersję tego kodu (ITF-14) do kodowania Globalnego Numeru Jednostki Handlowej na opakowaniach zbiorczych, do których kod nadaje się dobrze ze względu na małą wrażliwość na jakość papieru, na którym jest drukowany (możliwość drukowania bezpośrednio na kartonie) oraz możliwość odczytu z dużych odległości.